# Nhím bờm
Nhím bờm (Danh pháp khoa học: Hystrix brachyura subcristata_Swinhoe, danh pháp cũ Acanthion subcristatum) là một phân loài của loài nhím đuôi ngắn (Hystrix brachyura) phân bố ở Việt Nam và một số quốc gia khác, chúng còn được gọi là lợn lông (Quill pig), người Thái gọi chúng là Tô mển, người Dao gọi là Điền dạy. Đặc điểm dễ nhận nhất là trên gáy của chúng có một đám lông mọc dài hơn và dựng lên như một cái bờm và chúng có kích thước tương đối lớn đạt đến gần 30 kg, tương đương với một con chó to.

## Phân bố
Nhím bờm của Việt Nam phân bố khá rộng, từ các tỉnh phía Bắc vào tới tỉnh Khánh Hòa, loài này phân bố khắp các kiểu rừng từ Bắc đến Nam ở độ cao trung bình dưới 2.000m. Tuy nhiên, cũng có thể bắt gặp nhím ở Đắk Nông, Đắk Lắk, Đồng Nai, chúng có mặt ở hầu hết khắp các tỉnh có đồi gò, núi non ở Việt Nam. Nhím cũng thường gặp trên các đảo gần bờ ở phía Đông Bắc Bộ. Vật mẫu của nhím đã sưu tầm được ở hầu hết các tỉnh: Quảng Ninh, Hà Bắc (cũ), Lạng Sơn, Cao Bằng, Bắc Thái, Hà Giang, Tuyên Quang, Vĩnh Phú (cũ), Yên Bái, Lào Cai, Lai Châu, Sơn La, Nghĩa Lộ, Hòa Bình, Hà Tây, Ninh Bình, Thanh Hoá, Nghệ An, Hà Tĩnh, Quảng Bình. Ở Nam Hà (cũ) cũng gặp nhím nhưng chỉ phát hiện ở gần đồi núi tiếp giáp với tỉnh Hòa Bình. Ngoài ra còn có ở Thừa Thiên Huế

## Mô tả

### Bề ngoài
Chúng là loài gặm nhấm có kích thước lớn. Trọng lượng từ 20–27 kg, nặng trung bình từ 15–20 kg. Thậm chí có con nặng tới 26 kg (ngang với con chó béc-gê). Chiều dài cơ thể từ đầu cho tới mút đuôi dài tới gần 1 mét (thân và đuôi dài từ 80–90 cm). Chiều dài đầu và thân: 63-725mm. Chiều dài đuôi: 64-114mm. Mình nó tròn, đầu to, mõm ngắn và đi lại lặc lè, hình dáng nặng nề. Tuy nhiên, khi có động, nó chạy rất nhanh. Tai và đuôi ngắn, có những sợi lông phía đầu phình ra thành hình cốt rỗng ruột màu trắng. Nhím đực mỏ dài, đầu nhọn, thân hình thon dài, đuôi dài hơn con cái, dưới háng có hai dịch hoàn và nhô ra phía trước bụng, cách lỗ hậu môn khoảng 4–5 cm. Mắt nhím như mắt chuột và hai tai lại nhỏ. Nhím có hai đôi chân. Chân chúng ngắn, 2 chân sau ngắn hơn hai chân trước. Bộ móng rất sắc và cứng, mọc dài ra và trở thành công cụ đào bới của chúng để bới rễ, bói củ cây rừng và đào hang trú ẩn.
Nhím cái mỏ ngắn, đầu hơi tròn, thân hình quả trám, đuôi ngắn và mập hơn con đực, dưới bụng lộ rõ 6 vú ở hai bên, dưới háng có lỗ sinh dục cái, cách lỗ hậu môn khoảng 3 cm. Nhím cái có 6 vú, chia đều ở hai bên sườn. Khi cho con bú, nhím mẹ thường nằm áp bụng xuống đất để con bú ở hai bên. Tuổi thành thục của nhím cái thường sớm hơn nhím đực. Giống với nhiều loài gặm nhấm khác, chúng có 4 chiếc răng cửa mọc nhô ra vừa dẹt, vừa sắc, có 4 răng cửa dẹp và rất sắc. Các răng này có thể giúp nhím gặm được cả xương động vật, cắn nát hạt các quả nang (như quả mơ, mận hậu), cắn nát cả thân cây. Mũi chúng rất thính, dùng để xác định đường đi, lối về, nhím thường đi theo những lối mòn nhất định dựa vào hơi của chúng để lại. 

### Bộ lông

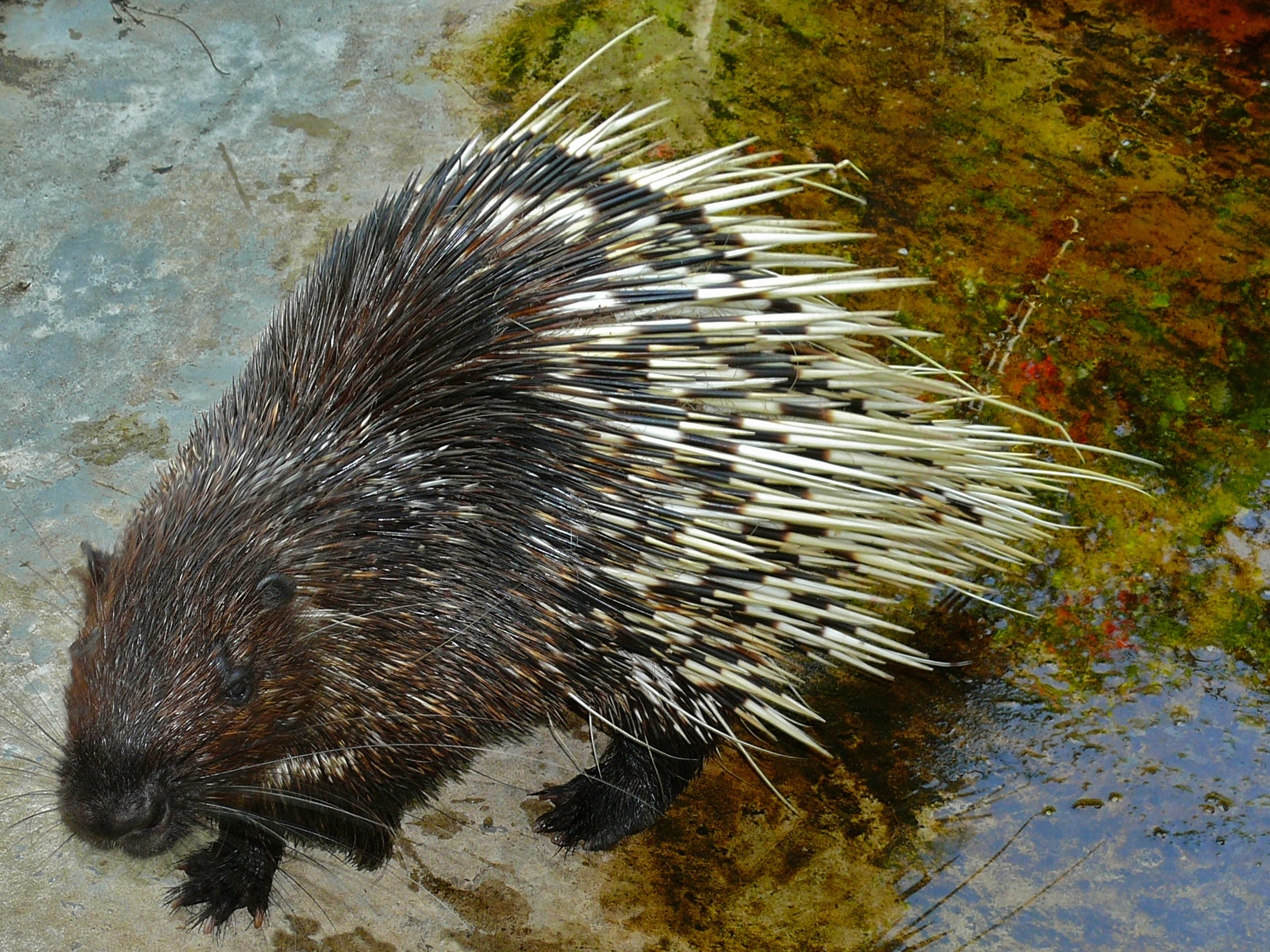
Bộ lông của một con nhím bờm

Bộ lông màu đen hoặc nâu sẫm.Trên lưng có lông cứng, nhọn, dài, mọc chĩa thằng về phía sau. Chân lông màu trắng. Một đôi sợi có vòng đen chen lẫn. Lông bờm dài 30-60mm, màu nâu sẫm. Lông trên lưng biến thành gai cứng, nhọn nhất là nửa lưng phía sau, có khúc trắng, khúc đen mọc thành chùm từ 3-4 cái. Khi mới sinh ra, các lông của nhím trông như những sợi tơ bao lấy cơ thể còn mọng nước của chúng. Sau đó, nước mất dần, da khô lại và các sợi lông dựng đứng lên. Dần dần, các sợi lông đó cứ dài ra và cứng hơn. Tới lúc, cái lông đó sẽ biến thành những cái gai khổng lồ, vừa cứng, vừa sắc nhọn. Có cái lông gai dài tới 30 cm. Các lông ở phía sau thường dài hơn. Ở phần bụng, lông biến thành các sợi cứng, ngắn hơn và có màu đen. Phía sau gáy nhím chỉ là một dải lông trắng thường dựng ngược lên như một cái bờm khiến chúng trở nên hung dữ.
Còn phần ở đuôi, có những cái lông lại phình to phần đầu mút như một cái cốc. Khi gặp kẻ thù hoặc muốn hăm dọa con khác, nhím sẽ rung đuôi. Các “cốc” đó sẽ va vào nhau và phát ra âm thanh rào rào để đe dọa đối phương, việc lắc đuôi như vậy để thể hiện khả năng uy lực của mình. Bộ lông của nhím là vũ khí tự vệ lợi hại. Khi gặp kẻ thù nhím thường và dựng lông lên như một quả cầu gai, nhím có thể bắn các lông đó đi nhưng chỉ có thể rũ lông ra xung quanh một cách dễ dàng với cự ly rất ngắn. Khi lông mất rồi, nó có thể mọc ra lông khác. Nếu không kết quả chúng sẽ rút lui. Nếu kẻ thù tiếp tục truy đuổi, chúng sẽ bỏ chạy nhanh, sau đó đột ngột dừng lại, làm cho kẻ thù bị lông đâm. Các sợi lông này được tuyến nhờn tiết ra ở da làm cho chúng nhẵn bóng và có thể chứa độc tố, khi bị lông nhím đâm vào, cảm thấy rất buốt.

### Nội tạng
Nhím hầu như không có dịch bệnh. Hệ tiêu hóa của chúng khác với nhiều loài. Nó có buồng gan rất lớn, chiếm tới 1/3 thể tích của khối nội tạng. Nhím không có mật riêng. Tuyến mật nằm trong gan và trực tiếp mật dạ dày. Vì vậy, dạ dày và ruột nhím rất đắng, giun, sán không thể sống nổi trong đường tiêu hóa của nhím. Đây là một ưu thế so với các động vật hoang dã. Do không bị giun, sán nên chúng rất khỏe mạnh và lớn nhanh. Bộ lông dày của nhím cũng góp phần cản trở ruồi, muỗi tấn công. Do đó, chúng không bị các bệnh truyền nhiễm. Nhím có một tuyến hôi dạng vòng xoắn nằm quanh hậu môn. Chúng tiết ra một chất màu vàng da cam và có mùi rất hôi. Chính nhờ tuyến này mà giữa đại ngàn bao la, chúng có thể xác định được nơi ở của con đực hay con cái qua phân và nước tiểu. Chúng sẽ tìm đến nhau nhờ loại nước tiểu đặc sắc đó.

## Tập tính
Có khả năng thích nghi với nhiều môi trường khác nhau, từ rừng nguyên sinh đến rừng suy thoái. Chúng thường hoạt động vào ban đêm, còn ban ngày thì chui vào hang để ngủ. Hoạt động của chúng còn phục thuộc vào tuần trăng. Chúng thích tối hơn sáng. Ban ngày ngủ trong các hang hốc tự đào, miệng hang có cây cỏ mọc xum xuê. Buổi sáng nó ngủ li bì. Có khi ngủ một mạch tới tận 3 – 4 giờ chiều. Nhím là loài vật nhút nhát, sợ sệt. Chúng luôn đề phòng những tiếnmg động xung quanh và chỉ chui ra khỏi hang khi thật yên tĩnh. Bản năng tự vệ của nhím là thụ động, không hung dữ như các loài khác. Trong đời sống hoang dã, nhím thích tìm đến các vùng rừng núi thực sự yên tĩnh để đào hàng làm nơi trú ẩn.
Nhím thường sống ở những vùng đồi gò hoặc hang hốc vùng núi đá. Người ta thường gặp nhím trong các rừng tre, nứa, các đồi cây lúp xúp dưới chân núi. Nhím cũng hay tìm tới các nương rẫy. Nó đào hang quanh đó để tối tối mò vào tìm cái ăn. Ở những khu núi đá nó thường sống dưới các Thung lũng hoặc chân núi. Nó lấy các hang đá hoặc kẽ nứt của đá để làm tổ. Nhím không ưa nơi ẩm thấp, sũng nước hoặc những nơi quang đãng, trống trải. Còn ở các đồi cát chúng đào hang để ở. Nhím không thích sống nơi ẩm ướt và giữ thân mình lúc nào cũng khô ráo, thỉnh thoảng mới thấy chúng tắm, nhất là vào ngày nắng nóng. Nhím không ưa nơi ẩm thấp, sũng nước hoặc những nơi quang đãng, trống trải.
Nó chọn nơi sườn đồi để khởi sự. Hang của chúng có khi rộng tới nửa mét. Chúng đùn đất ra ngoài và chất thành gờ cao. Đường hang đi nghiêng sâu xuống mặt đất khoảng gần 1m rồi chạy ngang. Đoạn này có thể dài tới 5 mét. Cuối đường hầm, nó khoét rộng ra và làm tổ. Nó còn đào thêm nhiều ngách phụ thông lên mặt đất để đề phòng bất trắc. Các cửa này có kích thước nhỏ hơn cửa chính. Phạm vi hang nhím khá rộng. Chiều dài tổng cộng của hang lên tới 10 – 15m. Nhím luôn nghe ngóng, đề phòng, nếu có kẻ thù thường xuyên qua lại hoặc nhòm ngó là nó bỏ đi chỗ khác và đào một hang mới để ở. 

## Sinh sản
Trong tự nhiên, nhím thường sống riêng lẻ, chỉ tới mùa sinh sản chúng mới tìm tới nhau để cặp đôi. Nhím đực chủ động đi tìm nhím cái để cặp đôi. Sau đó chúng thường sống thành bầy đàn. Trong đàn chỉ có một con đực trưởng thành. Nhím đực tính tình hung dữ hơn, hay sừng lông, đạp chân phành phạch, vừa cắn vừa đánh lông tấn công đối phương. Nhím cái tính tình hiền lành hơn, chỉ hung dữ lúc đẻ. Nhím là loại động vật có có tính gia đình rất cao, con đực chỉ chấp nhận ở cùng nhím con do nó sinh ra. Những con nhím cái mà đã mang thai với con đực khác khi ghép đôi với con đực mới thì khi đẻ ra, con đực sẽ cắn chết ngay những nhím con này.
Khi đã gặp được bạn tình, nó mất rất nhiều công để ve vãn. Nó thường chạy lăng xăng quanh nhím cái, đuôi vẫy liên tục. Thỉnh thoảng nó dừng lại, dùng chân cào cao mặt đất. Đôi khi nó tiến sát và vỗ nhẹ lên mình nhím cái rồi lại chạy vòng quanh. Nhím cái không chịu. Nhím đực lại tiếp tục tỏ tình. Phải mất hàng giờ để nhím cái bằng lòng, xếp các lông xẹp xuống và nằm im trên mặt đất để chờ đón cuộc giao hoan diễn ra trong đêm tối mịt mùng. Nhím giao phối cả ban ngày và ban đêm.Mùa động dục của nhím thường vào cuối mùa đông. Thời gian chửa từ 115 – 125 ngày. Nhím mẹ thường đẻ hai con trên 1 lứa.
Một năm đẻ hai lứa trong khi đó nhím hoang dã trong tự nhiên đẻ 1 lứa/năm. Nhím có thể đẻ hai lứa trong một năm. Thường thường chúng đẻ vào tháng 4 – 5 hoặc tháng 10 – 11. Mỗi lần đẻ được từ 1 – 3 con. Đa phần chúng đẻ 1 lần hai con. Biểu hiện của nhím khi bắt đầu có chửa không rõ, đến tháng thứ hai sau khi chửa, nó bắt đầu có biểu hiện rõ hơn như: lông sáng bóng, tăng trọng nhanh, nhìn từ trên xuống dưới thấy hai bên bụng có phình to ra, phần bụng gần hai chân sau bạnh ra. Nó hay nằm sấp và duỗi thẳng hai chân sau, hơi thở mạnh và gấp, đi lại chậm chạp. Đến lúc gần đẻ nó có vẻ dữ hơn và ăn uống ít đi. Khi nhím đẻ nó thường kêu “ẹ ẹ..”.

## Tập tính ăn
Nhím thường ngủ ngày, ăn đêm. Thói quen này có một phần là do tính nhút nhát của nhím. Thức ăn của nhím hoàn toàn là thực vật và rất đa dạng, từ trái cây, lá cây, rễ cây, củ chuối, vỏ quả, rau dừa, ngô, sắn tới côn trùng, ốc, côn trùng, sâu bọ, giun đất, chủ yếu là các loại củ, quả, rễ cây, thân cây, măng, vỏ cây, quả chín rụng xuống đất, xương động vật, sừng hươu, hoẵng bị lột bỏ, chúng thường tha xương động vật hay sừng hươu hoẵng vào hang gặm nhấm để răng cửa không mọc quá dài Thức ăn của nhím chủ yếu là tinh bột như rễ củ và hạt và phần nào lá non, măng tre nứa, sức ăn của nhím còn phụ thuộc vào tình trạng sức khoẻ, thời tiết và theo mùa. Cuối mùa thu và mùa đông thì nhím ăn nhiều hơn.
Đặc biệt nhím ưa thích hai loại cây lương thực là sắn và ngô chiếm tỷ lệ 100% tính theo lần gặp và gần 90% tính theo khối lượng trong suốt cả năm, ở vùng cao, nhím thường ra nương rẫy phá hoại cây trồng. Các loại thức ăn mà nhím tìm là củ mài, củ đắng, sa nhân, bán hạ, ráy, củ dong giềng dại, chuối rừng, đu đủ, xoan, nhiều loại hoa thảo. Chúng còn đi thu lượm các loại quả rụng để ăn như sung, vả, dứa, dọc, muỗm, sấu, dâu da đất, me rừng, vải rừng, trám, gắm, dẻ, gai, chay, ổi, mắc mật, chúng thích nhất là các loại nông sản trên nương rẫy như đậu, lạc, khoai tây, sắn, khoai lang, ngô, khoai sọ, khoai môn, củ từ, bầu, bí, dưa, cà chua, cà rót, dứa và các loại rau xanh. Gặp những cây bụi có quả ở trên cao (ngô), nó cắn đứt thân cây, để cây đổ xuống và lấy thức ăn. Nhím thường ăn tại chỗ, chúng gặm ngấu nghiến nên phát ra tiếng sồn sột do đó chúng dễ bị phát hiện vị trí ngay trong đêm tối. 